# Cirrhophanus nigrifer
Cirrhophanus nigrifer là một loài bướm đêm trong họ Noctuidae.